# Corrie Gabriëlse
Cornelia (Corrie) Gabriëlse (Utrecht, 13 maart 1912 – Echten, 1994) was een Nederlandse schilder en tekenaar.

## Leven en werk
Gabriëlse was een dochter van Johannes (Johan) Gabriëlse (1881-1945). Ze leerde schilderen van haar vader, die bekend was geworden om zijn schoolplaten en boekillustraties. Ze trouwde in 1934 met mr. Pieter Jacobus Emmelot (1901-1975); zij zijn in 1949 gescheiden. Ze hertrouwde later met Hijbo Roelof Bruins (1893-1968). Gabriëlse was lid van het Amersfoorts Kunstenaars Genootschap. Ze schilderde landschappen, stillevens en portretten en werkte in aquarel en pastel. 